# スポーツを止めるな
『スポーツを止めるな』（スポーツをとめるな）は、TBSテレビで2020年11月1日から2021年9月24日まで放送されたミニ番組である。全47回。
新型コロナウイルスの流行に伴い、活動の自粛を余儀なくされた学生スポーツ。それを応援するプロジェクト「スポーツを止めるな」の活動を取り上げる。

## 放送時間
| 放送期間      | 放送期間       | 放送時間（JST）   | 備考                                      |
| ------------- | -------------- | ----------------- | ----------------------------------------- |
| 2020年11月1日 | 2020年12月27日 | 日曜21:54 - 22:00 | 12月20日放送分と最終回は22:48に繰り下げ   |
| 2021年1月6日  | 2021年3月31日  | 水曜22:57 - 23:00 | 『NEWS23』（第2期）との接続はステブレレス |
| 2021年4月2日  | 2021年9月24日  | 金曜22:54 - 23:00 |                                           |

## ナレーター
- 山之内すず[1]

## 放送内容

### 2020年
| 放送月 | アスリート      | スポーツ         | 学校         |
| ------ | --------------- | ---------------- | ------------ |
| 11月   | 廣瀬俊朗        | ラグビー         | 本郷高校     |
| 12月   | 宮田諭 安藤誓哉 | バスケットボール | 安田学園高校 |

### 2021年
| 放送月 | アスリート | スポーツ               | 学校             |
| ------ | ---------- | ---------------------- | ---------------- |
| 1月    | 西山将士   | 柔道                   | 勢多農林高校     |
| 2月    | 山本隆弘   | バレーボール           | 東金町ビーバーズ |
| 3月    | 近江克仁   | アメリカンフットボール | 箕面自由学園高校 |